# Locomotiva SB 34
Le locomotive 34 della Südbahngesellschaft erano locomotive a vapore progettate per il traino di treni su linee di montagna.

## Storia
Le 10 locomotive della serie furono ordinate dalla SB alla StEG di Vienna per l'esercizio sulla ferrovia del Brennero. Vennero numerate 34 927–938.
Con l'arrivo sulla linea del Brennero delle locomotive serie 170, le 34 vennero trasferite a Mürzzuschlag per l'esercizio sulla ferrovia del Semmering.
Dopo la prima guerra mondiale le 9 macchine rimaste furono cedute alle Ferrovie dello Stato italiane, che le classificarono nel  gruppo 455 con numeri 455.001–009. Vennero radiate dal 1926 al 1928 e successivamente demolite.